# Lateolabrax japonicus
Lateolabrax japonicus là tên của một loài cá bản địa của vùng biển phía tây Thái Bình Dương, tức là từ Nhật Bản cho đến biển Đông. Môi trường nước của chúng là nước ngọt, nước lợ và nước mặn ở vùng ven các bãi đá, cửa sông với độ sâu ít nhất là 5 mét. Những cá thể chưa trưởng thành của chúng thì sinh sống tại các con sông, sau đó quay lại biển để sinh sản. Đuôi của nó thì hơi chia ra làm đôi, miệng rộng, hàm dưới thì nhô ra phía trước. Vây lưng thứ nhất thì có từ 12 đến 15 tia vây cứng, còn vây lưng thứ 2 thì có từ 12 đến 14 tia vây mềm. Vây hậu môn thì có 3 tia vây cứng và tia vây mềm thì từ 7 đến 9 tia. Con non thì có những đốm đen trên cơ thể và dần biến mất khi chúng phát triển. Chúng có thể dài đến 102 cm và khối lượng lớn nhất từng được ghi nhận là 8,7 kg. Loài cá này là loài cá quan trọng về mặt thương mại và phổ biến với việc câu cá thể thao và nuôi lấy thịt.
Thịt của Lateolabrax japonicus có màu sáng nên những người câu cá tại Nhật Bản thường muốn câu được nó.
Tại vùng Kanto (bao gồm cả Shizuoka) của Nhật Bản, người ta gọi nó là seigo khi chưa dài đến 25 cm, còn khi dài gần 60 cm thì người ta gọi nó là fukko hoặc là suzuki. Bên cạnh đó, người Nhật tin rằng loài cá này là biểu tượng của sự may mắn.